# Megachile gibboclypearis
Megachile gibboclypearis là một loài Hymenoptera trong họ Megachilidae. Loài này được Pasteels mô tả khoa học năm 1979.